# 키쿠치 요코
키쿠치 요코(菊地洋子)는 일본의 애니메이터이자 캐릭터 디자이너이다. 비 트레인과 스튜디오 판타지아가 제작한 수많은 애니메이션 TV 시리즈에 참여했다. 동료 애니메이터 스가누마 에이지와 결혼하여 2000년에 아이를 낳았다.

## 작품

### TV 애니메이션
- 유유백서
- 지옥선생 누베
- 사일런트 뫼비우스
- 카드캡터 사쿠라
- 아크 더 래드
- 꼬마공주 유시
- 네가 바라는 영원
- 츠바사 -RESERVoir CHRoNiCLE-
- 슈발리에
- 순정 로맨티카
- 순정 로맨티카
- 괭이갈매기 울 적에
- 박앵귀 ~신선조기담~
- 세계 제일의 첫사랑
- 쿠로코의 농구
- 미소녀 전사 세일러문 Crystal
- 카드캡터 사쿠라 클리어 카드 편
- 캐롤 & 튜즈데이

### 애니메이션 영화
- 마크로스 플러스
- 명탐정 코난: 14번째 표적
- 얏타맨
- 세계 제일의 첫사랑
- 극장판 미소녀 전사 세일러문 이터널

### OVA
- 자이언트 로보
- 마크로스 플러스
- 최종병기 그녀
- 츠바사 -RESERVoir CHRoNiCLE-